# Cetejus longicornis
Cetejus longicornis is een keversoort uit de familie Passalidae. De wetenschappelijke naam van de soort is voor het eerst geldig gepubliceerd in 1956 door Doesburg.